# هيو كلابرتون
هيو كلابرتون (بالإنجليزية: Hugh Clapperton)‏ رحالة اسكتلندي (1788 - 1827)، قام برحلتين في غرب ووسط أفريقيا.

## بدايات حياته
ولد كلابرتون في عام 1788 في بلدة أنان في دامفريسشاير، حيث كان أبوه جراحا. واكتسب بعض المعرفة بالرياضيات العملية والملاحة، وفي سن الثالثة عشر كان يعمل على متن سفينة تتاجر بين ليفربول وأمريكا الشمالية.
بعد أن قام بعدة رحلات عبر الأطلسي، أعجب بالبحرية وترقى فيها في وقت قصير لرتبة ضابط بحري. ورأى في الحروب النابليونية فرصة جيدة ليحارب ويظهر مهاراته، وعند اجتياح بور لويس في موريتيوس، في نوفمبر 1810، كان الأول في الثغرة وأنزل علم فرنسا. وفي عام 1814 ذهب إلى كندا، وترقى إلى رتبة ملازم، وإلى قيادة مركب شراعي على البحيرات الكندية. تم حل الأسطول الصغير على البحيرات وفي عام 1817، ورجع لوطنه بنصف الأجر. في 1820 انتقل كلابرتون إلى أدنبرة، حيث تعرف إلى والتر أودني، وهو طبيب جعله يهتم للسفر نحو أفريقيا.

## الرحلة الأولى
عاد الملازم جورج فرانسيس ليون من رحلة فاشلة للوصول إلى بورنو من طرابلس، وكانت الحكومة البريطانية مصممة بشأن إرسال رحلة ثانية إلى تلك البلاد. تم تعيين الدكتور أودني من قبل اللورد باتهرست الذي كان وقتها وزير المستعمرات، للمضي إلى بورنو كقنصل بهدف ترويج لتجارة، وأضيف كلابرتون والرائد ديكسون دينهام إلى الفريق. انطلقوا من طرابلس، في وقت مبكر من العام 1822، جنوبا إلى مرزق، ومن هذه النقطة زار كلابرتون وأودني واحة غات، ووصلوا كوكا (الآن كوكاوا) عاصمة بورنو في فبراير 1823، وكانوا أول أوربيين يزورون بحيرة تشاد.
في بورنو، استقبل المسافرون بالضيافة من قبل السلطان؛ وبقوا في البلاد حتى 14 ديسمبر، ثم انطلقوا ثانية لغرض استكشاف مجرى نهر النيجر. مات أودني في مورمور على الطريق إلى كانو في يناير 1824. وواصل كلابرتون رحلته وحيدا خلال كانو إلى صكتو، عاصمة إمبراطورية فولا، حيث ألزم بالتوقف بأمر من السلطان بيلو، مع أن نهر النيجر كان على مسيرة خمسة أيام فقط إلى الغرب. وكان السفر قد أجهده فرجع عن طريق زاريا وكاتسينا إلى كوكا، حيث قابل دينهام ثانية. ثم انطلق المسافران نحو طرابلس، وصلا في 26 يناير 1825. نشر سجل عن الرحلات في عام 1826 تحت عنوان قصة الرحلات والاكتشافات في شمالي ووسط أفريقيا في السنوات 1822-1824.

## الرحلة الثانية
بعد عودته ترقى كلابرتون فورا إلى رتبة قائد، وأرسل في بعثة أخرى إلى أفريقيا، حيث صرح بيلو سلطان صكتو بتوقه لفتح التجارة مع الساحل الغربي. حط كلابرتون في باداغري في خليج بنين، وبدأ طريقه برا للنيجر في 7 ديسمبر 1825، وكان معه خادمه ريتشارد لاندر، والنقيب بيرس، والدكتور موريسون وهو جراح في البحرية وعالم طبيعة. مات بيرس وموريسون من الحمى قبل انتهاء الشهر. واصل كلابرتون رحلته، وعبر بلاد يوروبا، في يناير 1826 عبر النيجر في بوسا، وهي البقعة حيث مات مونغو بارك قبل عشرين سنة. في يوليو وصل إلى كانو. من هناك ذهب إلى صكتو، ونوى بعد ذلك أن يذهب إلى بورنو. لكن السلطان احتجزه، وقد أصيب بالزحار ومات قرب صكتو في 13 أبريل 1827.

## سجلات كلابرتون
كان كلابرتون أول أوروبي قدم ملاحظات شخصية عن بلدان هوسا التي كانت على قدر من الحضارة، والتي زارها مباشرة بعد تأسيس إمبراطورية صكتو من قبل الفولا. وفي عام 1829 ظهرت مذكرات بعثة ثانية إلى داخل أفريقيا، بقلم القائد كلابرتون الراحل، والذي تم استهلاله بمقطع عن سيرة عن المستكشف من عمه المقدم إس. كلابرتون. أما عن لاندر التي أعاد مذكرات سيده، فقد نشر أيضا سجلات بعثة النقيب كلابرتون الأخيرة إلى أفريقيا مع المغامرات اللاحقة للمؤلف (من مجلدين، لندن، 1830).

## روابط خارجية
- هيو كلابرتون على موقع الموسوعة البريطانية (الإنجليزية)